# Accords de Madrid
Les accords de Madrid, signés le 14 novembre 1975 à Madrid par l'Espagne, le Maroc et la Mauritanie, établissent les conditions du retrait espagnol du Sahara occidental, et la partition du territoire entre le Maroc et la Mauritanie,.
Ils sont ratifiés par le parlement espagnol (Cortes Generales) le 18 novembre 1975.
Les accords font suite à la Marche verte, une manifestation pacifique décidée par le roi Hassan II, à laquelle ont répondu 350 000 Marocains,.